# Oldgrange
Die Megalithanlage von Oldgrange liegt etwa drei Meter östlich eines kleinen Baches, eines Zuflusses des Clodiagh River, eines Nebenflusses des Suir (irisch An tSiúir). Das Townland Oldgrange (irisch An tSeanghráinseach) liegt etwa sechs Kilometer östlich des Dorfes Rathgormuck und sechs Kilometer südlich von Carrick-on-Suir im County Waterford in Irland. 

County Waterford

Die Nordost-Südwest orientierte Anlage (eventuell ein Portal Tomb) besteht aus einem etwa 2,9 Meter langen, 2,3 Meter breiten und 0,35 Meter dicken Konglomeratstein. Er liegt am nordöstlichen Ende auf dem Boden und am Südwestende auf einem 0,5 Meter hohen, 0,9 Meter breiten und 0,65 Meter langen Stein. Es gibt eine 0,1 Meter tiefe Aushöhlung von 0,6 Metern Durchmesser in der Oberfläche, die als Beschädigung interpretiert wird. Eine 1,5 auf 0,9 Meter messende Platte im Norden ist vielleicht Teil der Struktur, aber das ist unklar. Die Bodenfläche unter dem Stein ist stärker verdichtet als der umgebende Boden und möglicherweise der ursprüngliche Kammerboden.
Etwa vier Kilometer entfernt liegt das Portal Tomb von Ballyquin, dessen Deckstein nahe dem Boden aufliegt.